# Дербушева, Тамара Игоревна
Тамара Игоревна Дербушева (урождённая Воронина; род. 8 июля 1995, Каменск-Уральский, Свердловская область) — российская биатлонистка, многократная чемпионка России, призёр чемпионата мира среди юниоров. Мастер спорта России международного класса.

## Биография
Воспитанница УОР № 1 (Екатеринбург). Первый тренер — В. А. Чемезов, также тренируется под руководством М. В. Шашилова.

### Юниорская карьера
На Европейском юношеском олимпийском фестивале 2013 года в Брашове заняла 16-е место в индивидуальной гонке и 39-е — в спринте.
На чемпионате мира среди юниоров 2014 года стала серебряным призёром в эстафете среди 19-летних девушек в составе сборной России вместе с Марией Ивановой и Лилией Давлетшиной. В личных дисциплинах была 13-й в индивидуальной гонке и занимала 34-е места в спринте и гонке преследования.
В 2016 году принимала участие в юниорском чемпионате мира в Кейле-Грэдиштей и юниорском чемпионате Европы в Поклюке, в личных видах не поднималась выше 15-го места, а в эстафетах не стартовала.
Становилась победительницей первенства России среди юниоров в летнем и зимнем биатлоне.
Принимала участие в зимней Универсиаде 2017 года в Казахстане, заняла девятое место в индивидуальной гонке, 16-е — в спринте, 15-е — в пасьюте и восьмое — в масс-старте.

### Взрослая карьера
На чемпионате России 2017 года стала серебряным призёром в индивидуальной гонке.
Становилась победительницей чемпионата Уральского федерального округа.
В конце сезона 2017/18 дебютировала на Кубке IBU, где на этапе в Ханты-Мансийске завоевала бронзу суперспринта. В январе 2019 года вновь участвовала на этапах Кубка IBU, по ходу которых дважды была в топ-10.
7 марта 2019 года завоевала бронзовую медаль в гонке преследования на 10 км на Универсиаде в Красноярске.
Победительница общего зачёта Кубка России сезона 2018/19.
По итогам отборочным соревнований, в ноябре 2019 года Тамару впервые включили в состав сборной России на Кубок мира. Первой гонкой для спортсменки стал сингл-микст на первом этапе в Эстерсунде, в котором в паре с Матвеем Елисеевым стала 12-й, зайдя на четыре штрафных круга. В спринте финишировала 29-й, а в следующей индивидуальной гонке впервые в карьере попала в топ-15, заняв 14-е место. Там же пробежала классическую эстафету, в которой вместе с командой России финишировала пятой. На последующих этапах результаты стали ухудшаться: в Хохфильцене стала 60-й в спринте и 36-й в гонке преследования, а в Анси была лишь 73-й, и впоследствии Тамара покинула расположение сборной.
Сезон 2020/21 вновь начинала на Кубке мира: на первых стартах в Контиолахти Тамара была дважды 27-й и 74-й, а на следующем этапе в Хохфильцене показала худшее в своей карьере 93-е место. В январе 2021 года участвовала на Кубке IBU, где лишь единожды попала в топ-10.
На летнем чемпионате мира-2021 в Нове-Место стала бронзовым призёром гонки преследования.
В начале сезона 2021/22 Дербушева переболела коронавирусом, из-за чего пропустила часть гонок на Кубке IBU. После выздоровления выступила только на одном этапе в Обертиллиахе, где лучшим результатом стало 14-е место.

### Результаты выступлений
| 2020/2021 Итоги | 2020/2021 Итоги | Контиолахти | Контиолахти | Контиолахти | Контиолахти | Контиолахти | Хохфильцен | Хохфильцен | Хохфильцен | Хохфильцен | Хохфильцен | Хохфильцен | Оберхоф | Оберхоф | Оберхоф | Оберхоф | Оберхоф | Оберхоф | Оберхоф | Антхольц | Антхольц | Антхольц | ЧМ Поклюка | ЧМ Поклюка | ЧМ Поклюка | ЧМ Поклюка | ЧМ Поклюка | ЧМ Поклюка | ЧМ Поклюка | Нове-Место | Нове-Место | Нове-Место | Нове-Место | Нове-Место | Нове-Место | Нове-Место | Эстерсунд | Эстерсунд | Эстерсунд |
| Очков           | Место           | Инд         | Спр         | Спр         | Эст         | Пр          | Спр        | Эст        | Пр         | Спр        | Пр         | МС         | Спр     | Пр      | См      | ОСм     | Спр     | Эст     | МС      | Инд      | МС       | Эст      | См         | Спр        | Пр         | Инд        | ОСм        | Эст        | МС         | Эст        | Спр        | Пр         | Спр        | Пр         | См         | ОСм        | Спр       | Пр        | МС        |
| 28              | 75              | 27          | 74          | 27          | —           | LAP         | 93         | —          | —          | —          | —          | —          | —       | —       | —       | —       | —       | —       | —       | —        | —        | —        | —          | —          | —          | —          | —          | —          | —          | —          | —          | —          | —          | —          | —          | —          | —         | —         | —         |

| 2019/2020 Итоги | 2019/2020 Итоги | Эстерсунд | Эстерсунд | Эстерсунд | Эстерсунд | Эстерсунд | Хохфильцен | Хохфильцен | Хохфильцен | Анси | Анси | Анси | Оберхоф | Оберхоф | Оберхоф | Рупольдинг | Рупольдинг | Рупольдинг | Поклюка | Поклюка | Поклюка | Поклюка | ЧМ Антхольц | ЧМ Антхольц | ЧМ Антхольц | ЧМ Антхольц | ЧМ Антхольц | ЧМ Антхольц | ЧМ Антхольц | Нове-Место | Нове-Место | Нове-Место | Контиолахти | Контиолахти | Контиолахти | Контиолахти | Холменколлен | Холменколлен | Холменколлен |
| Очков           | Место           | Сусм      | См        | Спр       | Инд       | Эст       | Спр        | Эст        | Пр         | Спр  | Пр   | МС   | Спр     | Эст     | МС      | Спр        | Эст        | Пр         | Инд     | Сусм    | См      | МС      | См          | Спр         | Пр          | Инд         | Сусм        | Эст         | МС          | Спр        | Эст        | МС         | Спр         | Пр          | Сусм        | См          | Спр          | Пр           | МС           |
| 44              | 67              | 12        | —         | 29        | 14        | 5         | 60         | —          | 36         | 73   | —    | —    | —       | —       | —       | —          | —          | —          | —       | —       | —       | —       | —           | —           | —           | —           | —           | —           | —           | —          | —          | —          | —           | —           | отм         | отм         | отм          | отм          | отм          |